# Sé titular de Cartago
A Arquidiocese de Cartago (em latim: Archidiœcesis Carthaginensis) foi uma arquidiocese metropolitana da Igreja Católica situada em Cartago, na atual Tunísia. Atualmente é uma sé titular da Igreja Católica Romana. Sua origem remonta aos tempos do Império Romano e, durante um curto período entre 1884 e 1964, foi restabelecida como arquidiocese imediatamente sujeita à Santa Sé.

## História
Segundo a tradição, depois de chegar a Roma, São Pedro veio pregar em Cartago e deixou Crescêncio como bispo. De acordo com outra tradição, tendo os doze apóstolos sorteados para as diferentes partes do mundo, a África caiu para Simão, o Zelote. Outras tradições afirmam que os cartagineses foram convertidos por Fotina, a samaritana, e pelo evangelista São Mateus.
O mais certo é que a diocese de Cartago foi erigida no final do século II. Durante esse período, um dos maiores escritores cristãos viveu em Cartago, Tertuliano. Agrippino é o primeiro bispo conhecido, mas provavelmente não antes dos anos 230. Também é historicamente certo que Donato I foi o antecessor imediato de Cipriano (249–258).
No século III houve um florescimento importante dos mártires, entre os quais as figuras das santas Perpétua e Felicidade e de são Cipriano.
Naquela época, Cartago era a sé episcopal mais importante da província romana da África e o bispo de Cartago tornou-se o primaz e o bispo metropolitano de fato da África Proconsular, Bizacena, Numídia, Tripolitânia e Mauritânia (embora apenas nas províncias, o privilégio primacial era dado ao bispo mais antigo da província).
O título honorífico de patriarca também foi atribuído ao bispo de Cartago, sempre obediente a Roma, com exceção do episódio dos Lapsi ou do rigorianismo de Cartago. No século IV, a diocese trabalhou pela difusão de várias heresias: o donatismo,  o arianismo, o maniqueísmo e o pelagianismo. Os donatistas até tiveram sua hierarquia paralela por um curto período de tempo.
A invasão dos Vândalos no final do século assinala um período de opressão contra a Igreja que encerra a conquista bizantina em 533. No entanto, os imperadores deram seu apoio a heresias, como a monotelismo e, especialmente, a iconoclastia. Os bispos de Cartago, firmes defensores da ortodoxia, são exilados.
Cartago era uma sé importante da Igreja Latina, até a conquista dos árabes-muçulmanos dar o primeiro golpe em 698, o que seria fatal; de fato, Cartago declinará rapidamente. O Cristianismo, no entanto, levaria quatro séculos para desaparecer completamente. Os nomes dos dois últimos bispos ainda são mencionados no século XI, o último em 1076.
A Catedral da Sé dessa época é desconhecida, mas o maior complexo arquitetônico cristão ali era a Basílica de Damous El Karita, redescoberta por arqueólogos em 1878.

### Sé titular
A primeira menção de um arcebispo in partibus infidelium sob o título Carthaginensis remonta a 1519; então o título permanece vago por um século, até a nomeação de Diego Requeséns, futuro bispo de Mazara del Vallo (na Sicília).

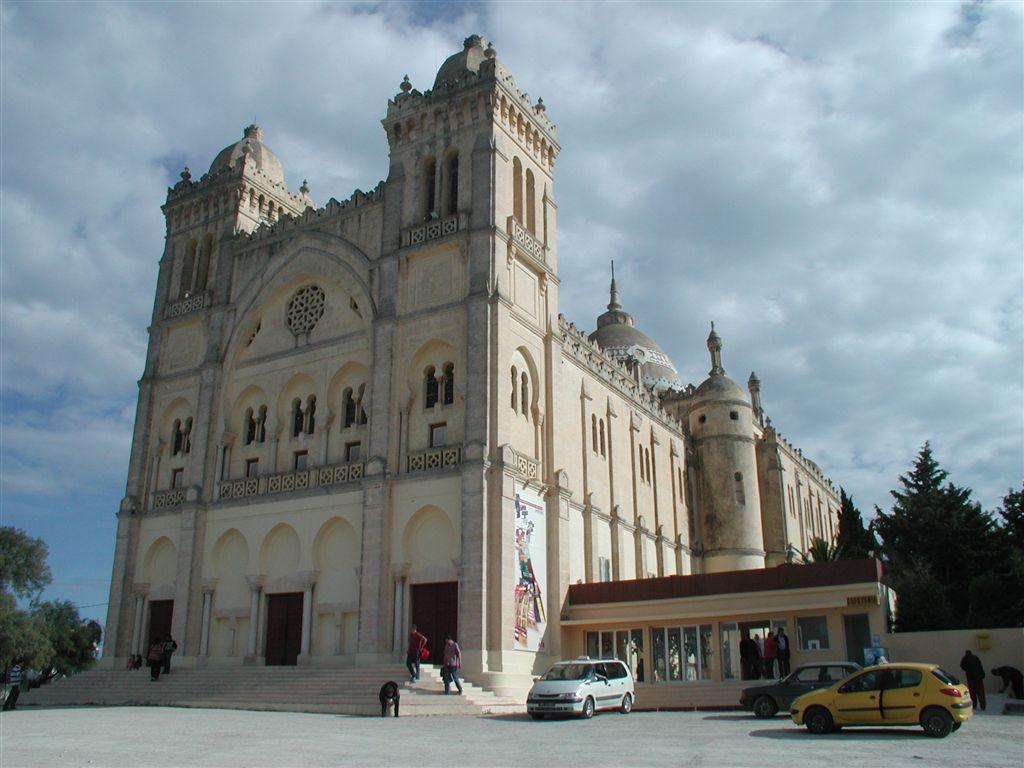
Catedral de São Luís da restaurada Sé Arquiepiscopal

A partir de então, este título é atribuído regularmente até 10 de novembro de 1884 quando, pela bula Materna Ecclesiæ caritas do Papa Leão XIII, a antiga Sé de Cartago é restaurada, tendo como primeiro arcebispo o cardeal Charles Martial Lavigerie, fundador da Sociedade dos Missionários da África. De fato, o título in partibus foi abolido. Após a descolonização e a partida da maioria dos cristãos da região, a bula Prudens Ecclesiæ do Papa Paulo VI de 9 de julho de 1964 suprime a Arquidiocese de Cartago e a coloca na categoria de Arquidiocese titular e em seu lugar é erigida a Prelazia Territorial de Túnis, que se transforma em 2010 na Arquidiocese de Túnis.
Desde 30 de junho de 1979, encontra-se em sede vacante.

## Catedral

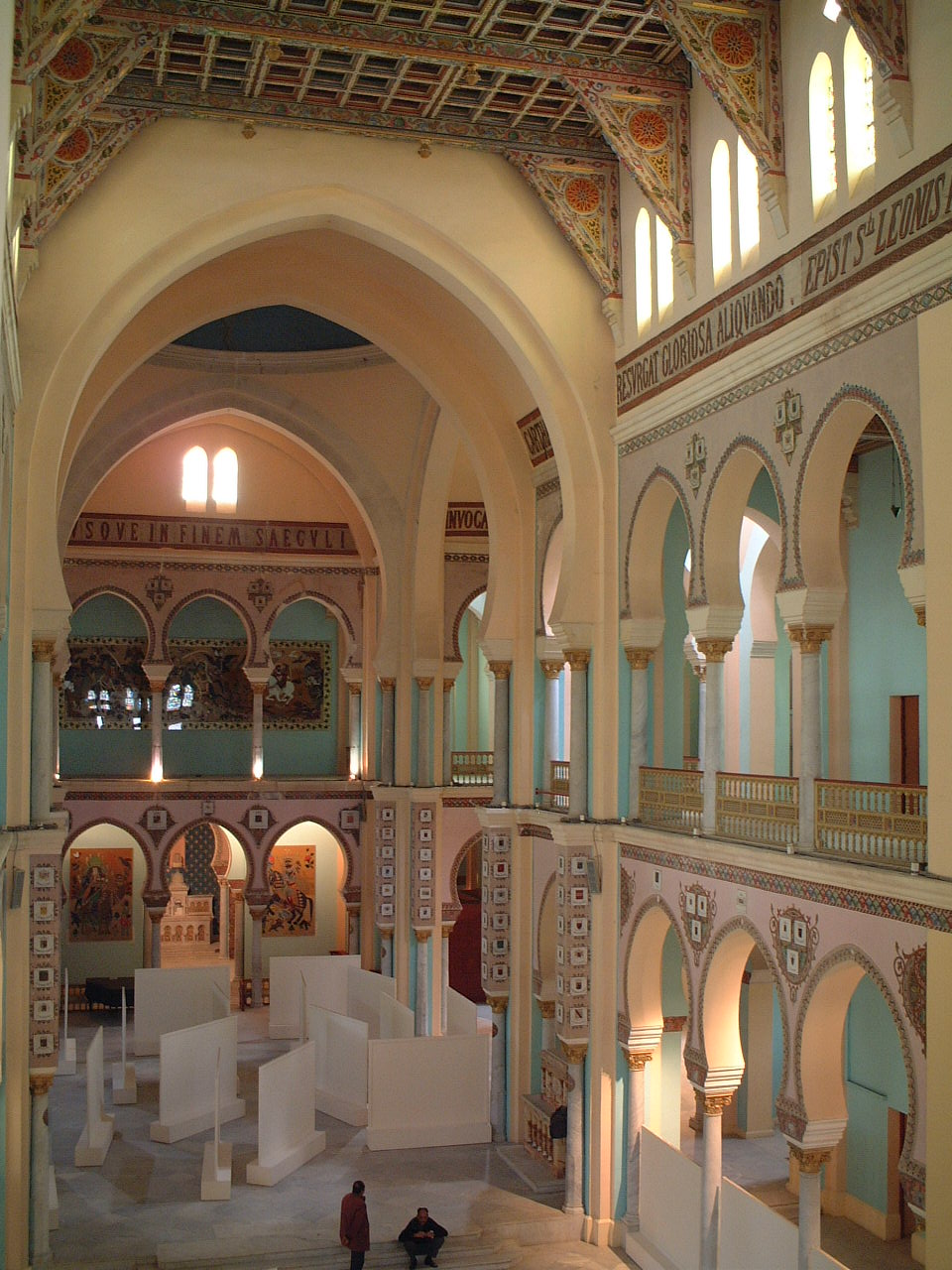
Interior da Catedral de São Luís de Cartago

A Catedral de São Luís de Cartago, cuja construção começou em 1884, foi consagrada em 15 de maio de 1890, sob o protetorado francês. Descomissionada e cedida ao Estado da Tunísia em agosto de 1964, a catedral foi convertida em 1993 em um centro cultural. Desde então, os católicos de Cartago estão sob a jurisdição da Arquidiocese de Túnis.

## Prelados

### Bispos e arcebispos de Cartago
- Crescêncio (? - ~80)[3][4][5][17][18]
- Epêneto (? - ~115)[3][4][5][17][18]
- Esperado (? - 180)[3][4][5][17][18]
- Optato † (mencionado em 203)[nota 1]
- Agripino † (ca. 240).[2]
- Donato I † (? - 248)[19]
- Cipriano † (248 - 258)
  - Máximo † (251 - ?) (bispo novacionista)[nota 2]
  - Fortunato † (252 - ?) (pseudobispo)[nota 3][20]
- Luciano † (segunda metade do século III)
- Carpoforo † (segunda metade do século III)[nota 4][21][22]
- Ciro † (segunda metade do século III)[nota 5]
- Mensúrio † (antes de 303 - circa 311)[nota 6]
- Ceciliano † (311 - depois de 325)[nota 7]
  - Maiorino † (312 - circa 313) (bispo donatista)[nota 8]
  - Donato II † (circa 313 - circa 350/355) (bispo donatista)[nota 9][23]
- Rufo ? † (mencionado em 337/340)[nota 10][24]
- Grato † (antes de 343/344 - depois de 345/348)[nota 11]
  - Parmeniano † (circa 350/355 - circa 391) (bispo donatista)
- Restituto † (mencionado em 359)[nota 12]
- Genéclio † (antes de 390 - depois de 390/393)
- Aurélio † (393 - depois de 426)
  - Primiano † (circa 391 - ?) (bispo donatista)
  - Maximiano † (final de 392 - ?) (bispo donatista dissidente)
- Capréolo † (antes de 431 - circa 435)[nota 13]
- São Quodvultdeus † (circa 437 - circa 454)[nota 14]
- Deográcias † (454[25] - final de 457 ou início de 458)
  - Sede vacante
- Eugenio † (481[26] - 505)
  - Sede vacante
- Bonifácio † (523 - circa 535)
- Reparato † (535 - 552)[nota 15]
- Primoso ou Primásio † (552 - circa 565)
- Publiano † (circa 565 - depois de 581)
- Domênico † (592 - depois de 601)[nota 16]
- Fortúnio † (anos 30 ou 40 do século VII)
- Vítor † (646 - ?)
- Estêvão †[nota 17][27]
- Tomé † (mencionado em 1054)
- Ciríaco † (mencionado em 1076)

### Arcebisposin partibus infidelium
- Bernardino de Monachelli, O.F.M. Obs. † (1519 - ?)
- Diego Requeséns † (1637 - 1647)
- Scipione Costaguti † (1648 - ?)
- Lorenzo Trotti † (1666 - 1672)
- Jacques-Nicolas de Colbert † (1680 - 1691)
- Cornelio Bentivoglio † (1712 - 1720)
- Pietro Battista di Garbagnate, O.F.M. † (1720 - 1730)
- Antonio Balsarini † (1730 - 1731)
- Francesco Girolamo Bona † (1731 - 1750)
- Johann Joseph von Trautson † (1750 - 1751)
- Christoph Anton von Migazzi †  (1751 - 1756)
- Giuseppe Locatelli † (1760 - 1763)
- Matteo Gennaro Testa Piccolomini † (1766 - 1782)
- Ferdinando Maria Saluzzo † (1784 - 1801)
- Giovanni Devoti † (1804 - 1820)
- Augustin-Louis de Montblanc † (1821 - 1824)
- Filippo de Angelis † (1830 - 1838)
- Michele Viale-Prelà † (1841 - 1855)
- Salvatore (Pietro) Saba, O.F.M. Cap. † (1862 - 1863)
- Lajos Haynald † (1864 - 1867)
- Pietro Rota † (1879 - 1884)

### Arcebispos de Cartago e Primazes da África (restauração)
- Charles Martial Lavigerie, M.Afr. † (1884 - 1892)
- Barthélemy Clément Combes † (1893 - 1922)
- Alexis Lemaître, M.Afr. † (1922 - 1939)
- Charles-Albert Gounot, C.M. † (1939 - 1953)
- Paul-Marie-Maurice Perrin † (1953 - 1964)

### Arcebispos titulares (2ª vez)
- Sede vacante (1964 - 1967)
- Agostino Casaroli † (1967 - 1979)
- Sede vacante (desde 1979)